# Kenneth Cole (diseñador)
Kenneth D. Cole (nacido el 23 de marzo de 1954) es un diseñador, activista social, empresario y filántropo estadounidense. Su empresa global, Kenneth Cole Productions, crea ropa y otros productos bajo las marcas Kenneth Cole New York, Reaction Kenneth Cole y Unlisted, así como calzado bajo la marca Gentle Souls.

## Primeros años y educación
Nacido en una familia judía en Brooklyn, Nueva York, su padre, Charles Cole, era dueño de la empresa de fabricación de calzado El Greco. En 1970, Cole trabajó como vendedor de cacahuetes en el Shea Stadium en Queens. Cole se graduó de  John L. Miller Great Neck North High School en 1972. Antes de dedicarse al negocio familiar, Cole se graduó de Emory College of Arts and Sciences de Universidad Emory en 1976. De 1976 a 1982, fue jefe de diseño y ventas en El Greco.

## Carrera
Kenneth Cole Productions, Inc. es una casa de moda estadounidense fundada en 1982 por Cole. Con ganas de presentar su línea de zapatos en la New York Shoe Expo organizada en el Hotel Hilton de Nueva York, pero sin poder permitirse una habitación de hotel ni una sala de exposición para exhibir sus artículos, Cole preguntó si podía aparcar una caravana a dos manzanas del Hotel Hilton. Al descubrir que los permisos para caravanas solo se otorgaban a empresas de servicios públicos y de producción, Cole cambió el nombre de su empresa de Kenneth Cole Incorporated a Kenneth Cole Productions y solicitó un permiso para rodar el largometraje "The Birth of a Shoe Company". En dos días y medio, Kenneth Cole Productions vendió 40.000 pares de zapatos, a la vez que narraba los inicios de la empresa en vídeo.
En 1994, Kenneth Cole Productions salió a bolsa y, desde entonces, ha figurado en la lista anual "Forbes" de las 200 Mejores Pequeñas Empresas en cuatro ocasiones hasta 2008. Kenneth Cole Productions vende ropa y accesorios bajo las siguientes marcas: Kenneth Cole New York, Kenneth Cole Reaction, Unlisted y Gentle Souls. Los productos de la compañía también se distribuyen a través de grandes almacenes, tiendas especializadas, tiendas propias e internet.

## Apoyo a causas sociales progresistas.
Desde 1985, Kenneth Cole ha apoyado públicamente la concienciación y la investigación sobre le sida, y se le considera uno de los primeros de la industria de la moda en hacerlo. Utiliza la moda como medio para promover anuncios con conciencia social que ayudan a combatir diversos problemas, desde el sida hasta la falta de vivienda. Ha donado las ganancias a organizaciones como Mentoring USA, la Fundación para la Investigación sobre el Sida (amfAR) y Rock the Vote. Desde 2005, ha presidido la Fundación para la Investigación sobre el sida. Pero en noviembre de 2017, sesenta personas, incluyendo destacados activistas contra el sida, firmaron una solicitud para que Cole renunciara a su cargo tras la apertura de una investigación federal por fraude y lavado de dinero. En febrero de 2018, Cole renunció a la presidencia tras más de 30 años en la junta directiva de amfAR y 14 años como presidente, en medio del polémico acuerdo de Harvey Weinstein.
En 2001, la Fundación Kenneth Cole, en asociación con la Universidad Emory, alma mater de Cole, creó el Programa de Becarios Kenneth Cole en Desarrollo Comunitario y Cambio Social en la Universidad Emory.
La publicidad socialmente consciente de Cole para las causas que defiende ha generado controversia. Un ejemplo de ello fue su campaña para promover el Día Mundial del Sida en 2005. Diseñó camisetas para la campaña, que se vendieron en tiendas como Barneys New York, Scoop y Louis Boston. Los mensajes en las camisetas decían "Todos tenemos SIDA" o "Tengo SIDA". Cole creó las camisetas con la esperanza de que tanto personas con sida como sin él las usaran, para ayudar a reducir el estigma asociado a la enfermedad, y comentó: "Existe una leyenda sobre el rey danés Cristián X, quien, durante la Segunda Guerra Mundial, cuando Hitler insistió en que todos los judíos llevaran públicamente una estrella de David amarilla, él mismo llevaba la estrella, lo que dificultaba distinguir quién era judío. Esperemos que sea algo así".
En agosto de 2006, se anunció que Kenneth Cole Productions dejaría de vender pieles en todas sus prendas para la temporada de moda de otoño de 2007. En octubre de 2007, Cole apareció como estrella invitada en el episodio de Ugly Betty "El problema de la espera de Betty".
En el verano de 2007, Kenneth Cole Productions también lanzó su campaña "Awareness", que producirá una línea de camisetas para beneficiar a las organizaciones benéficas que apoya la compañía, y cuyas ganancias se destinarán al Fondo Awareness. La campaña se promociona aún más con el libro "Awareness: Historias inspiradoras sobre cómo marcar la diferencia", que presenta a celebridades que apoyan diversas causas.
El 1 de mayo de 2009, Cole pronunció el discurso inaugural en la Universidad del Nordeste durante la ceremonia de graduación de la escuela.
En julio de 2023 coorganizó un evento titulado "Nosotros, el Futuro" junto con Deepak Chopra, en el que se exploró el futuro de la inteligencia artificial y apoyó su guía desde el principio para generar una disrupción positiva y establecer la paz mundial como piedra angular de la innovación. Contó con la participación del actor Alexander Garfin sobre IA para el entretenimiento, el inversor inmobiliario Craig Hatkoff sobre la aplicación de la IA a la innovación, el activista por los derechos de las personas con discapacidad Eddie Ndopu sobre IA y accesibilidad, la astronauta Sian Proctor sobre IA y espacio, el productor discográfico Jerry Wonda sobre IA y música, y la modelo y actriz Gabriella Wright sobre IA y bienestar.

## Reconocimientos
En 1998, "People" eligió a Cole como el "Empresario más Sexy del Año".
El 14 de mayo de 2009, la Legal Aid Society of New York City honró a Kenneth Cole con su primer Premio Corporativo Theodore Roosevelt en el Waldorf Astoria durante su Cena de Premios al Servidor de la Justicia. Lo recaudado se destinó a beneficiar a neoyorquinos en situación de pobreza. En noviembre de 2011, Cole fue homenajeado por la Ride of Fame y se le dedicó un autobús turístico de dos pisos en la ciudad de Nueva York.
En 2011 y 2019, "Footwear News" nombró a Cole Icono de Impacto Social. En 2016, Cole recibió el premio Programa Conjunto de las Naciones Unidas sobre el VIH/sida de Embajador Internacional de Buena Voluntad. En 2017, Cole recibió el Premio CFDA Swarovski al Cambio Positivo.
En 2020, Cole recibió el Premio a la Persona del Año de la American Apparel and Footwear Association, así como el Premio al Creador de Cambio Visionario de la Fundación Americana para la Prevención del Suicidio Child Mind. En 2022, Cole recibió el Premio al Campeón de la Prevención del Suicidio de la Fundación Americana para la Prevención del Suicidio Child Mind.

## Controversias
El 3 de febrero de 2011, Cole publicó una actualización en Twitter que hacía referencia a la revolución egipcia de 2011. El tuit, que indicaba que Cole había escrito la entrada, decía: "Millones de personas están indignadas en #ElCairo. Se rumorea que nuestra nueva colección de primavera ya está disponible en línea en (dirección del sitio web) -KC". Tras la indignación y las numerosas parodias en el sitio de microblogging y en la web en general, Cole borró la entrada y publicó una disculpa personal en Facebook.
En abril de 2012, el diseñador desató la controversia al presentar el debate nacional sobre la educación como uno que enfrentaba los "Derechos de los Docentes con los Derechos de los Estudiantes". En la autopista West Side en dirección sur, entrando a la ciudad de Nueva York, una valla publicitaria hacía un juego de palabras dirigido a los pasajeros que se dirigían al sur: "¿No deberían todos estar bien rojos?". En "Salon", David Sirota afirmó que "la campaña de Cole es propaganda ideológica apenas disimulada y conlleva innumerables problemas, entre ellos el simple hecho de que casi nadie cree que los "maestros con bajo rendimiento" deban ser protegidos. Esto incluye a los sindicatos de docentes más grandes del país, que han apoyado abiertamente las reformas de "rendición de cuentas" para la titularidad docente. Así que, de entrada, Cole está construyendo un hombre de paja, que ha servido durante años para simular que los sindicatos de empleados públicos en general, y los sindicatos de docentes en particular, solo se dedican a asegurar que los malos empleados conserven sus puestos". En respuesta a las protestas, su empresa anunció en Twitter: "Hemos tergiversado el problema demasiado complejo para una valla publicitaria y lo vamos a retirar".

## Vida personal

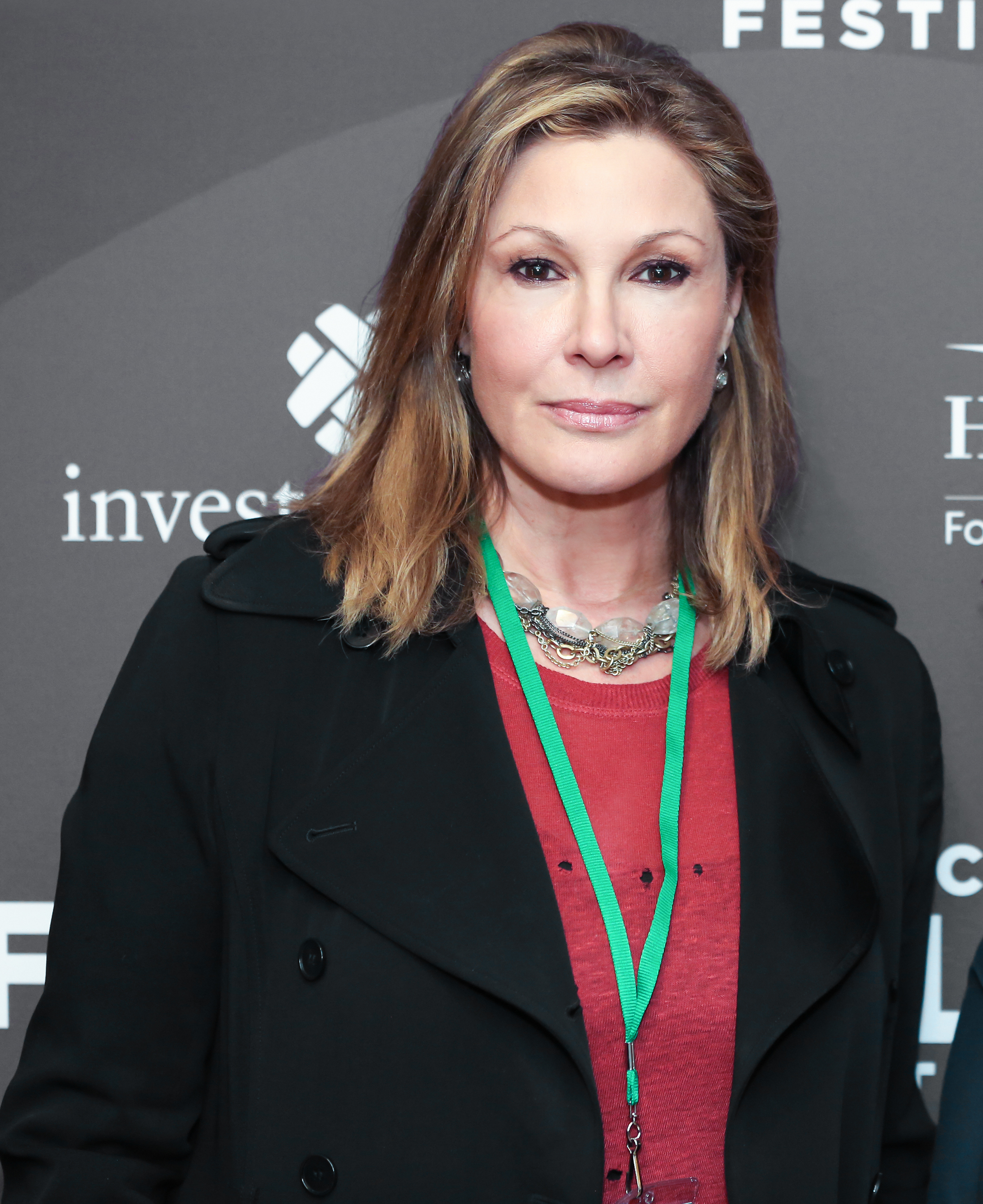
Maria Cuomo Cole en 2016

En 1986, Cole conoció a Maria Cuomo y se casaron un año después. Maria Cuomo Cole es hija del exgobernador de Nueva York Mario Cuomo y hermana del exgobernador del estado de Nueva York Andrew Cuomo y del experiodista de la CNN Chris Cuomo. Una de sus hijas, Amanda, presentó el Club Infantil Mets para la cadena de televisión por cable SportsNet New York.
Cole y su esposa, Maria, compraron un inmueble por 14,5 millones de dólares en 2008 en Sutton Place (Manhattan). En su momento, el diseñador de moda Bill Blass vivió en este mismo edificio. Desde 2018, él y su esposa residen en una finca de 11,35 acres (4,6 ha) en los alrededores de Purchase (Nueva York). Juntos, tienen tres hijas.

## Libros
- Cole, Kenneth, «Notas al pie: Lo que representas es más importante que lo que representas», Nueva York: Simon and Schuster (30 de septiembre de 2003).
- Cole, Kenneth, «Conciencia: Historias inspiradoras sobre cómo marcar la diferencia», Nueva York: DK Melcher Media (3 de noviembre de 2008). ISBN 978-1595910462
- Cole, Kenneth, «Esta es una producción de Kenneth Cole», Nueva York: Rizzoli (25 de septiembre de 2013).